# Station Faaborg
Station Faaborg is een voormalig  station in Faaborg in de Deense gemeente Faaborg-Midtfyn. Het station was het eindpunt van de lijnen Odense - Faaborg, Ringe - Faaborg en Svendborg - Faaborg. Al deze lijnen zijn inmiddels buiten gebruik. Het station dat dateert van 1 april 1882 is nog in gebruik als autobusstation.